# 林真 (外交官)
林真，中华人民共和国政治人物、外交官。
1992年1月24日，中华人民共和国与以色列国正式建交后，开始派遣驻以色列特命全权大使。林真担任首任中华人民共和国驻以色列大使。1995年，由王昌义接任。